# 1分間チャレンジ 〜めざせ!100万ドル
『1分間チャレンジ 〜めざせ!100万ドル』 (英: Minute to Win It) は、アメリカ・NBCで2010年3月14日から放送されているリアリティ番組。

## 概要
本番組は制限時間1分で、日用品を使ってゲームにチャレンジを行う、ゲームに成功すれば難易度も上がる。10種全部成功すれば賞金100万ドルが獲得される。

## 日本での放送
日本ではDlifeで2012年3月の開局時より放送中。
| Dlife 月曜19:00枠                                                         | Dlife 月曜19:00枠                                                    | Dlife 月曜19:00枠                                                         |
| 前番組                                                                    | 番組名                                                               | 次番組                                                                    |
| ------------------------------------------------------------------------- | -------------------------------------------------------------------- | ------------------------------------------------------------------------- |
| （開局）                                                                  | 1分間チャレンジ 〜めざせ!100万ドル （2012年3月19日 - 2012年9月24日） | トップ・シェフ シーズン2                                                  |
| Dlife 月曜20:00枠                                                         |                                                                      |                                                                           |
| （開局）                                                                  | 1分間チャレンジ 〜めざせ!100万ドル （2012年3月19日 - 2012年4月30日） | トップ・シェフ シーズン1                                                  |
| Dlife 月曜18:00枠                                                         |                                                                      |                                                                           |
| 恋するマンハッタン シーズン2 （18:00 - 18:30） 通販番組 （18:30 - 19:00） | 1分間チャレンジ 〜めざせ!100万ドル （2012年10月1日 - 2013年3月25日） | 恋するマンハッタン シーズン3 （18:00 - 18:30） 通販番組 （18:30 - 19:00） |
| Dlife 土曜5:00（金曜29:00）枠                                             |                                                                      |                                                                           |
| BBCワールドニュース （5:00 - 5:30） ハリウッドトップ10 （5:30 - 6:00）    | 1分間チャレンジ 〜めざせ!100万ドル （2013年4月6日 - ）               | -                                                                         |

1. $1,000
2. $2,500
3. $5,000
4. $10,000
5. $50,000
6. $75,000
7. $125,000
8. $250,000
9. $500,000
10. $1,000,000

## 番組フォーマット
- アラブ世界：MBC 1[2]
- アルゼンチン：テレフェ[3]
- ブラジル：SBT[4]
- フランス：M6
- ドイツ：Sat.1[5]
- イタリア：Rai Uno[6]
- オランダ：RTL 4[7]
- 韓国：文化放送[8]
- スウェーデン：SVT[9]